# 布鲁夏诺
布鲁夏诺（義大利語：Brusciano），是意大利那不勒斯省的一个市镇。总面积5平方公里，2009年人口15,944人，人口密度3,188.8人/平方公里。ISTAT代码为063010。